# Enrique Moya (Schriftsteller)
Enrique Moya (* 1958 in Caracas) ist ein Österreicher venezolanischer Herkunft. Er ist Dichter, Schriftsteller, Journalist, literarischer Übersetzer, Essayist, Herausgeber sowie Musik- und Literaturkritiker.
Seine Gedichte wurden in mehrere Sprachen übersetzt. Er gehört zum Leitungskreis des Lateinamerikanisch-Österreichischen Literaturforums. Moya leitet das Festival Lateinamerikanischer Poesie in Wien und koordiniert den Lesungszyklus „En español por favor“ im Literaturhaus Wien.

## Gedichtbände
- Eiförmige Erinnerung (Memoria Ovalada). Eclepsidra, Caracas 2000. Zweisprachige Edition, Spanisch-Englisch.
- Café Kafka. Labyrinth, Wien 2005. Zweisprachige Edition, Spanisch-Englisch.
- Theorien der Haut, Handbuch des Entliebens (Teorías de la piel). La Bohemia, Buenos Aires 2006. Zweisprachige Edition, Deutsch-Spanisch.
- Vid Søren Kierkegaards grav – Ante la tumba de Søren Kierkegaard. Malmö 2007. Zweisprachige Edition, Schwedisch-Spanisch.
- Poemas de la razón nocturna. Anthologie. Caracas 2012. Einsprachige Edition, Spanisch.
- El mundo sin geometría (Welt ohne Geometrie). Caracas 2012.